# Wainwright 61, Alberta
Wainwright 61, din provincia Alberta, Canada este un district municipal, amplasare coordonate 52°50′36″N 110°51′12″W / 52.843333°N 110.853333°V. Districtul se află în Diviziunea de recensământ 7. El se întinde pe suprafața de 4,153.72 km2  și avea în anul 2011 o populație de 4,138 locuitori.
Cities Orașe
--
Towns Localități urbane
- Wainwright

Villages Sate
- Chauvin
- Edgerton
- Irma

Summer villages Sate de vacanță
--
Hamlets, cătune
- Fabyan
- Greenshields
- Ribstone

Așezări
- Ascot Heights
- Bushy Head Corner
- Butze
- Denwood
- Dunn
- Gilt Edge
- Hawkins
- Heath
- Hope Valley
- Jarrow
- Killarney Lake
- Park Farm
- Prospect Valley
- Rocky Ford
- Roros
- Saville Farm

1. 1 2  Population and dwelling counts, for Canada, provinces and territories, and census subdivisions (municipalities), 2016 and 2011 censuses – 100% data (în engleză), 20 februarie 2019